# The Great American Bash 1992
The Great American Bash fu l'ottava edizione del pay-per-view di wrestling della serie Great American Bash, la quarta ad essere prodotta dalla World Championship Wrestling. L'evento si svolse il 12 luglio 1992 presso l'Albany Civic Center di Albany, Georgia, Stati Uniti.

## Evento
All'evento si disputarono sette match. Si svolse un torneo tag team per il neonato titolo NWA World Tag Team Championship. I Miracle Violence Connection (Terry Gordy & "Dr. Death" Steve Williams) sconfissero Dustin Rhodes & Barry Windham in finale venendo incoronati primi campioni. Da questo punto in avanti, le cinture di coppia WCW e NWA World Tag Team Championship si considerarono unificate e furono difese dai Miracle Violence Connection e dai successivi campioni fino a quando la WCW si separò dalla NWA nel 1993. Oltre al torneo di coppia, il WCW World Heavyweight Champion Sting difese la cintura contro Big Van Vader. Vader sconfisse Sting e divenne il nuovo campione mondiale WCW.

## Risultati
| #          | Incontri | Stipulazioni                                                      | Durata |
| ---------- | --- | ----------------------------------------------------------------- | ------ |
| Dark match | The Super Invader (con Harley Race) ha sconfitto Marcus Alexander Bagwell                                            | Single match                                                      | N/A    |
| 1          | Nikita Koloff e Ricky Steamboat hanno sconfitto Jushin Thunder Liger e Brian Pillman                                 | Quarti di finale del torneo per l'NWA World Tag Team Championship | 19:26  |
| 2          | Hiroshi Hase e Shinya Hashimoto hanno sconfitto The Fabulous Freebirds (Jimmy Garvin e Michael Hayes)                | Quarti di finale del torneo per l'NWA World Tag Team Championship | 09:16  |
| 3          | Dustin Rhodes e Barry Windham hanno sconfitto Steve Austin e Rick Rude (con Madusa)                                  | Quarti di finale del torneo per l'NWA World Tag Team Championship | 19:15  |
| 4          | Terry Gordy e Steve Williams hanno sconfitto Nikita Koloff e Ricky Steamboat                                         | Semifinali del torneo per l'NWA World Tag Team Championship       | 21:39  |
| 5          | Dustin Rhodes e Barry Windham hanno sconfitto Hiroshi Hase e Shinya Hashimoto                                        | Semifinali del torneo per l'NWA World Tag Team Championship       | 14:55  |
| 6          | Big Van Vader (con Harley Race) ha sconfitto Sting (c)                                                               | Single match per il WCW World Heavyweight Championship            | 17:17  |
| 7          | Miracle Violence Connection (Terry Gordy & "Dr. Death" Steve Williams) hanno sconfitto Dustin Rhodes e Barry Windham | Finale del torneo per il vacante NWA World Tag Team Championship  | 21:10  |

### Torneo NWA World Tag Team Championship
|  | 1º Round (TV) | 1º Round (TV)                        | 1º Round (TV)                   |                                      |  | Quarti di finale (PPV) | Quarti di finale (PPV) | Quarti di finale (PPV)          |  |  | Semifinali (PPV) | Semifinali (PPV) | Semifinali (PPV)            |  |  | Finale (PPV) | Finale (PPV) | Finale (PPV) |
|  |               |                                      |                                 |                                      |  |                        |                        |                                 |  |  |                  |                  |                             |  |  |              |              |              |
|  |               | Ricky Steamboat & Nikita Koloff      |                                 |                                      |  |                        |                        |                                 |  |  |                  |                  |                             |  |  |              |              |              |
|  |               | Joe Malenko & Dean Malenko           |                                 |                                      |  |                        |                        |                                 |  |  |                  |                  |                             |  |  |              |              |              |
|  |               |                                      | Ricky Steamboat & Nikita Koloff |                                      |  |                        |                        |                                 |  |  |                  |                  |                             |  |  |              |              |              |
|  |               |                                      |                                 |                                      |  |                        |                        |                                 |  |  |                  |                  |                             |  |  |              |              |              |
|  |               |                                      |                                 | Jushin Thunder Liger & Brian Pillman |  |                        |                        |                                 |  |  |                  |                  |                             |  |  |              |              |              |
|  |               | Beef Wellington & Chris Benoit       |                                 |                                      |  |                        |                        |                                 |  |  |                  |                  |                             |  |  |              |              |              |
|  |               |                                      |                                 |                                      |  |                        |                        |                                 |  |  |                  |                  |                             |  |  |              |              |              |
|  |               | Jushin Thunder Liger & Brian Pillman |                                 |                                      |  |                        |                        |                                 |  |  |                  |                  |                             |  |  |              |              |              |
|  |               |                                      |                                 |                                      |  |                        |                        | Ricky Steamboat & Nikita Koloff |  |  |                  |                  |                             |  |  |              |              |              |
|  |               |                                      |                                 |                                      |  |                        |                        |                                 |  |  |                  |                  |                             |  |  |              |              |              |
|  |               |                                      | Miracle Violence Connection     |                                      |  |                        |                        |                                 |  |  |                  |                  |                             |  |  |              |              |              |
|  |               | Miracle Violence Connection          |                                 |                                      |  |                        |                        |                                 |  |  |                  |                  |                             |  |  |              |              |              |
|  |               |                                      |                                 |                                      |  |                        |                        |                                 |  |  |                  |                  |                             |  |  |              |              |              |
|  |               | Larry O'Dea & Jeff O'Dea             |                                 |                                      |  |                        |                        |                                 |  |  |                  |                  |                             |  |  |              |              |              |
|  |               |                                      | Miracle Violence Connection     |                                      |  |                        |                        |                                 |  |  |                  |                  |                             |  |  |              |              |              |
|  |               |                                      |                                 |                                      |  |                        |                        |                                 |  |  |                  |                  |                             |  |  |              |              |              |
|  |               |                                      |                                 | The Steiner Brothers                 |  |                        |                        |                                 |  |  |                  |                  |                             |  |  |              |              |              |
|  |               | The Steiner Brothers                 |                                 |                                      |  |                        |                        |                                 |  |  |                  |                  |                             |  |  |              |              |              |
|  |               |                                      |                                 |                                      |  |                        |                        |                                 |  |  |                  |                  |                             |  |  |              |              |              |
|  |               | Miguel Perez Jr. & Ricky Santana     |                                 |                                      |  |                        |                        |                                 |  |  |                  |                  |                             |  |  |              |              |              |
|  |               |                                      |                                 |                                      |  |                        |                        |                                 |  |  |                  |                  | Miracle Violence Connection |  |  |              |              |              |
|  |               |                                      |                                 |                                      |  |                        |                        |                                 |  |  |                  |                  |                             |  |  |              |              |              |
|  |               |                                      | Dustin Rhodes & Barry Windham   |                                      |  |                        |                        |                                 |  |  |                  |                  |                             |  |  |              |              |              |
|  |               | Dustin Rhodes & Barry Windham        |                                 |                                      |  |                        |                        |                                 |  |  |                  |                  |                             |  |  |              |              |              |
|  |               |                                      |                                 |                                      |  |                        |                        |                                 |  |  |                  |                  |                             |  |  |              |              |              |
|  |               | Arn Anderson & Bobby Eaton           |                                 |                                      |  |                        |                        |                                 |  |  |                  |                  |                             |  |  |              |              |              |
|  |               |                                      | Dustin Rhodes & Barry Windham   |                                      |  |                        |                        |                                 |  |  |                  |                  |                             |  |  |              |              |              |
|  |               |                                      |                                 |                                      |  |                        |                        |                                 |  |  |                  |                  |                             |  |  |              |              |              |
|  |               |                                      |                                 | Steve Austin & Rick Rude             |  |                        |                        |                                 |  |  |                  |                  |                             |  |  |              |              |              |
|  |               | Steve Austin & Rick Rude             |                                 |                                      |  |                        |                        |                                 |  |  |                  |                  |                             |  |  |              |              |              |
|  |               |                                      |                                 |                                      |  |                        |                        |                                 |  |  |                  |                  |                             |  |  |              |              |              |
|  |               | Marcus Bagwell & Tom Zenk            |                                 |                                      |  |                        |                        |                                 |  |  |                  |                  |                             |  |  |              |              |              |
|  |               |                                      |                                 |                                      |  |                        |                        | Dustin Rhodes & Barry Windham   |  |  |                  |                  |                             |  |  |              |              |              |
|  |               |                                      |                                 |                                      |  |                        |                        |                                 |  |  |                  |                  |                             |  |  |              |              |              |
|  |               |                                      | Hiroshi Hase & Shinya Hashimoto |                                      |  |                        |                        |                                 |  |  |                  |                  |                             |  |  |              |              |              |
|  |               | Hiroshi Hase & Akira Nogami          |                                 |                                      |  |                        |                        |                                 |  |  |                  |                  |                             |  |  |              |              |              |
|  |               |                                      |                                 |                                      |  |                        |                        |                                 |  |  |                  |                  |                             |  |  |              |              |              |
|  |               | The Headhunters                      |                                 |                                      |  |                        |                        |                                 |  |  |                  |                  |                             |  |  |              |              |              |
|  |               |                                      | Hiroshi Hase & Shinya Hashimoto |                                      |  |                        |                        |                                 |  |  |                  |                  |                             |  |  |              |              |              |
|  |               |                                      |                                 |                                      |  |                        |                        |                                 |  |  |                  |                  |                             |  |  |              |              |              |
|  |               |                                      |                                 | The Fabulous Freebirds               |  |                        |                        |                                 |  |  |                  |                  |                             |  |  |              |              |              |
|  |               | The Fabulous Freebirds               |                                 |                                      |  |                        |                        |                                 |  |  |                  |                  |                             |  |  |              |              |              |
|  |               |                                      |                                 |                                      |  |                        |                        |                                 |  |  |                  |                  |                             |  |  |              |              |              |
|  |               | El Texano & Silver King              |                                 |                                      |  |                        |                        |                                 |  |  |                  |                  |                             |  |  |              |              |              |